# Закосьцеле (Опочинський повіт)
Закосьцеле (пол. Zakościele) — село в Польщі, у гміні Джевиця Опочинського повіту Лодзинського воєводства.
Населення — 455 осіб (2011).
У 1975—1998 роках село належало до Радомського воєводства.

## Демографія
Демографічна структура станом на 31 березня 2011 року:
|          | Загалом | Допрацездатний вік | Працездатний вік | Постпрацездатний вік |
| -------- | ------- | ------------------ | ---------------- | -------------------- |
| Чоловіки | 234     | 60                 | 145              | 29                   |
| Жінки    | 221     | 48                 | 124              | 49                   |
| Разом    | 455     | 108                | 269              | 78                   |